# Tubisme
Tubisme is een vorm van kubisme die gekenmerkt wordt door het gebruik van abstracte buisvormige en cilindrische vormen in heldere kleuren. Deze stijl voelt bijna grafisch aan. Hoewel het in de luwte opereerde, heeft tubisme bijgedragen aan de vorming van moderne kunst.
De term tubisme werd voor het eerst gebruikt in 1911 door Louis Vauxcelles, die een werk van Fernand Léger beschreef. Andere kunstenaars, zoals Jean Metzinger, hebben ook bijgedragen aan deze stroming.
Stilaan zijn er kunstenaars welke welke de stijl terug opnemen en er een hedendaagse versie van maken.
Wat zijn nu de belangrijkste kenmerken van het hedendaags Tubisme:
1. Abstractie: Tubistische kunstwerken zijn vaak non-figuratief en bevatten geen herkenbare voorstellingen van de werkelijkheid.
2. Geometrische Vormen: Kunstenaars gebruiken geometrische vormen zoals cilinders, kegels en bollen om hun composities op te bouwen.
3. Heldere Kleuren: Tubisme maakt gebruik van levendige en expressieve kleuren om een krachtig visueel effect te creëren.
4. Dynamische Beweging: De compositie in tubistische kunstwerken straalt vaak dynamiek uit, alsof de vormen in beweging zijn.

Tubistisch werk van Bart Van Ocken. Titel: Agujero Blanco anno 2024

Werk Van Youssef Hajam. Titel: Ingewikkeld anno 2020